# Mogurnda maccuneae
Mogurnda maccuneae is een straalvinnige vissensoort uit de familie van de slaapgrondels (Eleotridae). De wetenschappelijke naam van de soort is voor het eerst geldig gepubliceerd in 2000 door Jenkins, Buston & Allen.